# Odoardo Spadaro
Odoardo Eugenio Giano Spadaro (Firenze, 16 gennaio 1893 – Firenze, 26 giugno 1965) è stato un cantautore, attore e cabarettista italiano.

## Biografia

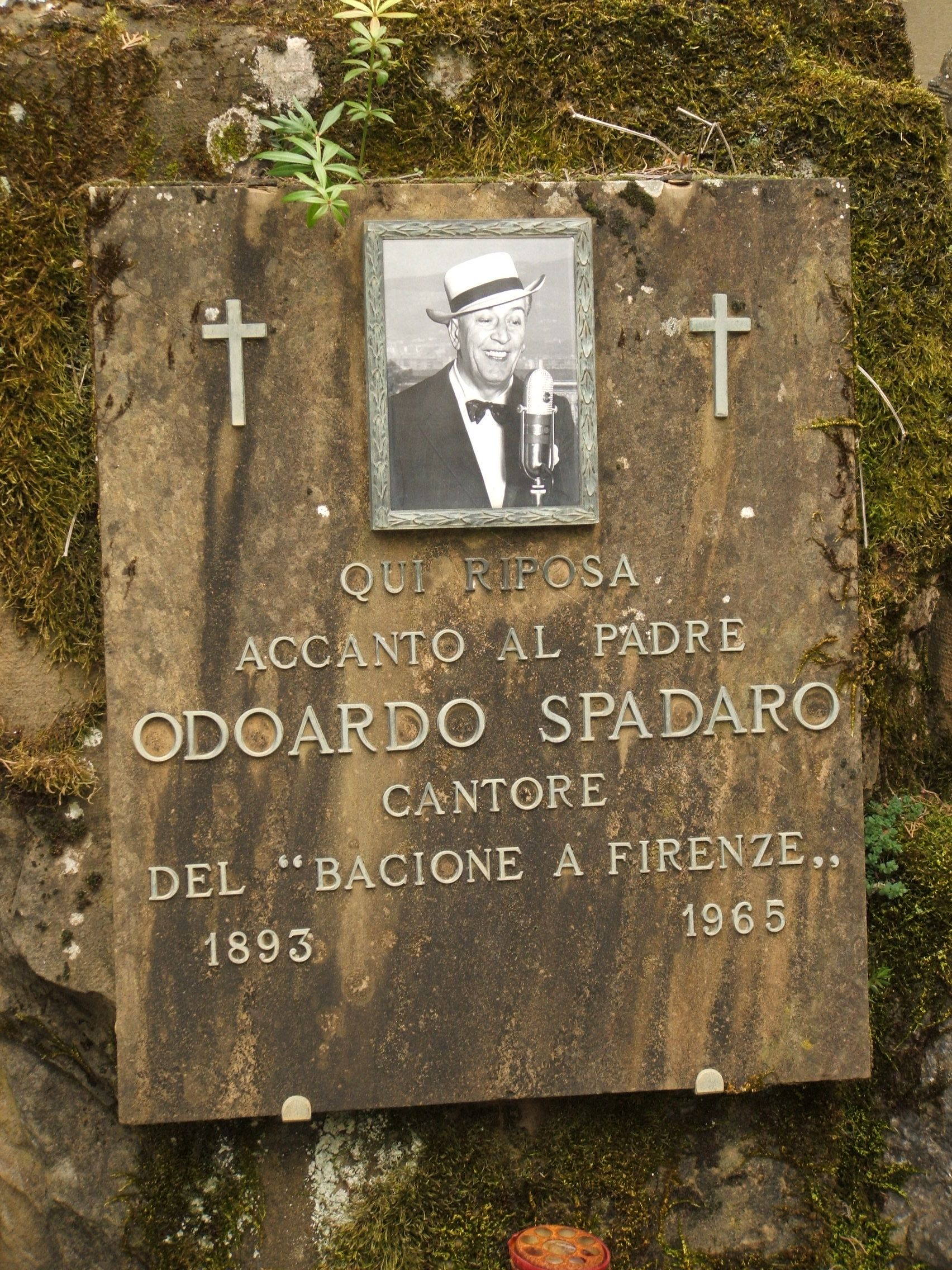
Tomba di Odoardo Spadaro al cimitero delle Porte Sante di Firenze

Spadaro nacque a Firenze, nel quartiere di Santo Spirito, figlio del tenente siciliano Gustavo Spadaro, morto poco più che trentenne, e di Mary Marchesini, affermata concertista di arpa, appartenente a un'agiata famiglia.  
Maritatasi sedicenne, rimase vedova a diciannove anni col figlio Odoardo di soli quattro anni.                                                                   Odoardo frequenta le scuole della buona borghesia fiorentina e intraprende gli studi di giurisprudenza, poi abbandonati per dedicarsi al teatro, nel 1912 nella compagnia di prosa De Sanctis-Borelli, nel 1918 nel varietà alla Sala Umberto di Roma, dove debutta accompagnandosi al pianoforte.
Diventa fantasista e imitatore, alternando canzoni ironiche a brani drammatici, come nel suo primo successo, La ninna nanna delle dodici mamme (1919) - contro la guerra appena terminata, che l'artista trascorre cantando nei teatri militari, negli ospedali e nelle camerate - contrapposte alle parodie dei suoi esordi Il pianista nordamericano, Wagneriano nevrastenico e Teatro Lirico. Il 15 luglio 1924 si sposa con la torinese Clementina Lovisolo nella chiesa di San Jacopino a Firenze.
Nel 1926 si trasferisce in Francia. Viene paragonato per eleganza e simpatia a Maurice Chevalier, è partner dell'americana Jenny Golder - già vedette delle Folies Bergère in Folie sur folie (1922) - e nel 1927 è "primo fantasista" al fianco della celebre Mistinguett al Moulin Rouge, mentre in parti di contorno si esibiscono Jean Gabin e Viviane Romance, agli inizi delle loro carriere di attori. Nel 1932 compie una lunga e fortunata tournée nelle due Americhe e nell'Africa settentrionale, tornando poi a lavorare in Italia.
Nel 1936 si fa accompagnare in Italia dal corpo di ballo delle Blue-Bells e viene accolto come una star internazionale. Con la rivista Mani in tasca naso al vento (1939-1940) è sul palco accanto a Paola Borboni, nella messinscena di Il dramma e la rivista oggi sposi con la soubrette Lucy D'Albert (1941), nel 1945 si esibisce con Dina Galli ed Enrico Viarisio.
Tra le sue molte composizioni, Firenze (1930), Il Cappello di Paglia di Firenze (1935) e Rumba fiorentina (1938), le ironiche A me piace la testina di vitello, Micragna Les Bains, Era nata al Cairo e Stretta la foglia, larga la via, o le sentimentali Qualche filo bianco, composta con Vittorio Mascheroni (1937), Il valzer della povera gente (1938) e Sulla carrozzella, l'unico brano di cui non è autore, firmato da Gino Filippini e Riccardo Morbelli (1939) e scritto, secondo il giornalista Enzo Biagi, dopo che il razionamento della benzina aveva fatto sparire le automobili.
Ma la canzone che maggiormente contribuisce alla sua popolarità, e non solo in Italia, è La porti un bacione a Firenze (1937), un brano che tocca i sentimenti e le solitudini dell'emigrazione di molti italiani, sensazioni che l'artista ben conosce. Tra i numerosi interpreti di questo brano, la ancora esordiente Nada: appena diciottenne lo rispolvera in una serata di Canzonissima (1971), passando a sorpresa il turno grazie ai voti delle cartoline postali di quasi duecentomila telespettatori.
Dagli anni '20 agli anni '40 collabora con il compositore musicale Tito Petralia per la realizzazione di sette canzoni.

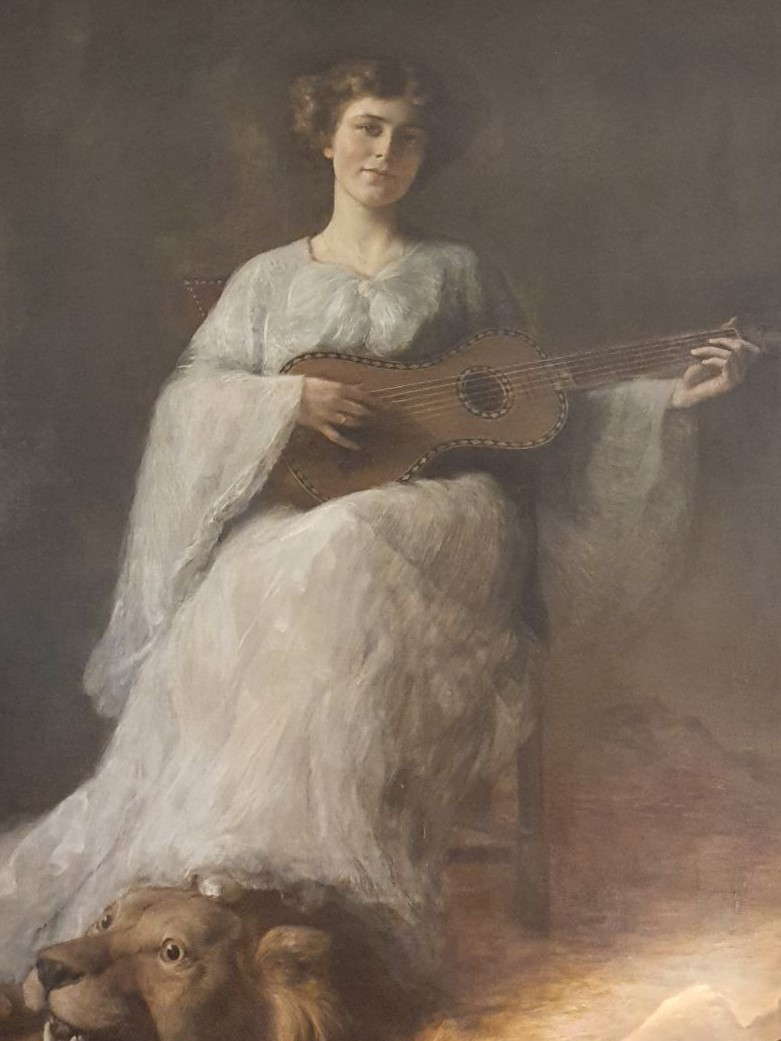
Ritratto della madre Mary Marchesini dipinto da Edoardo Gelli, esposto all'Hotel Royal Victoria di Pisa

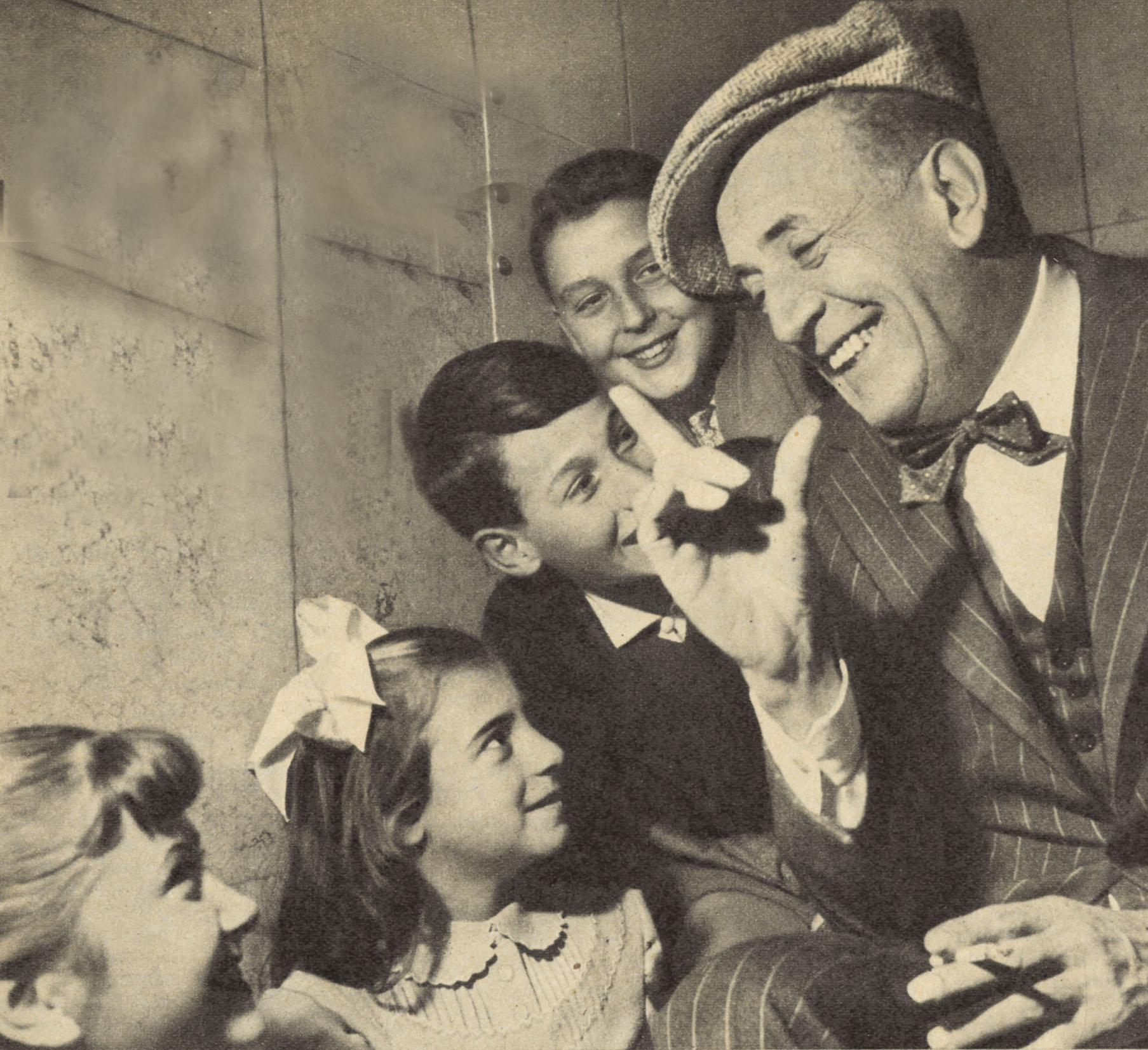
Odoardo Spadaro nella trasmissione Radio Rai La classe degli asinelli, 1956

Nel secondo dopoguerra Spadaro si dedica al teatro e al cinema, defilandosi dal mondo della canzone.
Partecipa nel 1956 alla commedia musicale di Pietro Garinei e Sandro Giovannini, Buonanotte Bettina (protagonisti Walter Chiari e Delia Scala), in cui presenta l’ultimo suo successo, Il cappello di paglia di Firenze, musicato da Gorni Kramer.
Nel 1955 fa parte della commissione selezionatrice del Festival sanremese, pur dichiarando:
Nello stesso anno la sua più nota canzone diventa un film, con la regia di Camillo Mastrocinque; nel cast, oltre a Spadaro, anche Marisa Merlini e Sergio Tofano.
In precedenza aveva preso parte a La carrozza d'oro di Jean Renoir, con Anna Magnani (1952), dal racconto di Prosper Mérimée ambientato in una colonia dell'America spagnola nel Settecento, e a Musoduro di Giuseppe Bennati (1954), dal romanzo Musoduro, memorie di un bracconiere di Luigi Ugolini. 
Nel 1958 è fra gli interpreti televisivi de Il teatro dei ragazzi. Già affetto da un male incurabile alla gola, appare poi nel film Divorzio all'italiana di Pietro Germi, ricoprendovi il ruolo di don Gaetano, padre scapestrato del protagonista Ferdinando "Fefé" Cefalù (interpretato da Marcello Mastroianni), e nel 1964 recita, vestendovi i panni del signor Venanzio, nel celebre sceneggiato televisivo Il giornalino di Gian Burrasca di Lina Wertmüller (1964).
Il suo ultimo film è Le ore nude (1964), tratto da un racconto di Alberto Moravia, con Rossana Podestà e Philippe Leroy, esordio alla regia di Marco Vicario, su sceneggiatura di Tonino Guerra e fotografia di Carlo Di Palma.
Scompare il 26 giugno 1965 all'ospedale di Careggi nella sua città: al funerale i posteggiatori fiorentini intonano in suo onore proprio Porta un bacione a Firenze.
La sua città gli ha intitolato una strada e, nel quarantesimo anniversario della sua morte, ha apposto una targa ricordo sulla facciata della sua abitazione in via Luca Landucci. È sepolto al cimitero delle Porte Sante di Firenze, sepolto assieme all'amata moglie e al padre. Nello stesso cimitero, in zona diametralmente opposta, riposa anche la madre, morta il 2 ottobre del 1934, registrata nell'archivio cartaceo cimiteriale come Mary Guerrini. Nella lapide marmorea, in terra, vi è questa scritta : "Mary Spadaro Guerrini nata Marchesini - 24.10.1875  - 2.10.1934 - mite soave esempio di bonta' - come la sorella Amalia che qui accanto riposa".   
Nello stesso anno il grande cantante e amico, Narciso Parigi, gli dedica un album La mia vecchia Firenze (al mio amico Odoardo), contenente vari successi di Spadaro.

## Filmografia

### Cinema
- La colonna del milione, regia di Alberto Orsi (1920)
- La fanciulla dell'altro mondo, regia di Gennaro Righelli (1934)
- Maestro Landi, regia di Giovacchino Forzano (1935)
- Miss Italia, regia di Duilio Coletti (1950)
- La carrozza d'oro (La carrosse d'or), regia di Jean Renoir (1952)
- Per salvarti ho peccato, regia di Mario Costa (1953)
- Musoduro, regia di Giuseppe Bennati (1953)
- Carosello del varietà, regia di Aldo Quinti e Aldo Bonaldi (1955)
- Porta un bacione a Firenze, regia di Camillo Mastrocinque (1955)
- Un canto nel deserto, regia di Marino Girolami (1959)
- Sanremo - La grande sfida, regia di Piero Vivarelli (1960)
- La corona di fuoco, regia di Luigi Latini De Marchi (1961)
- Divorzio all'italiana, regia di Pietro Germi (1961)
- La città prigioniera, regia di Joseph Anthony (1962)
- Giallo a Firenze (Escapade in Florence), regia di Steve Previn (1962)
- Mare matto, regia di Renato Castellani (1963)
- ...e la donna creò l'uomo, regia di Camillo Mastrocinque (1964)
- Le ore nude, regia di Marco Vicario (1964)

### Televisione
- Cappello sulle 23, varietà di Riccardo Morbelli, regia di Camillo Mastrocinque (1954)
- La medicina di una ragazza malata, regia di Alberto Gagliardelli, trasmessa il 9 aprile 1956.
- Merluzzo di Marcel Pagnol, regia di Alessandro Brissoni, trasmessa il 20 dicembre 1957.
- La signorina dai capelli verdi di C. e A. Acremant, regia di Alessandri Brissoni, trasmessa il 12 agosto 1960.
- Carosello, rubrica pubblicitaria, Spadaro vi pubblicizza i biscotti Pavesini della Pavesi, regia di Vieri Bigazzi (1962)
- Il giornalino di Gian Burrasca, regia di Lina Wertmüller - miniserie TV (1964)

## Doppiatori
- Stefano Sibaldi in Miss Italia, Mare matto, ...e la donna creò l'uomo
- Michele Malaspina in La città prigioniera
- Dante Biagioni in Giallo a Firenze (doppiaggio tardivo)